# Пеликановидный большерот
Пеликановидный большерот (лат. Eurypharynx pelecanoides) — вид глубоководных морских лучепёрых рыб из подотряда мешкоротовидных отряда угреобразных. Выделяется в монотипический род большеротов (Eurypharynx) и семейство большеротовых, или большеротых (Eurypharyngidae).

## История открытия

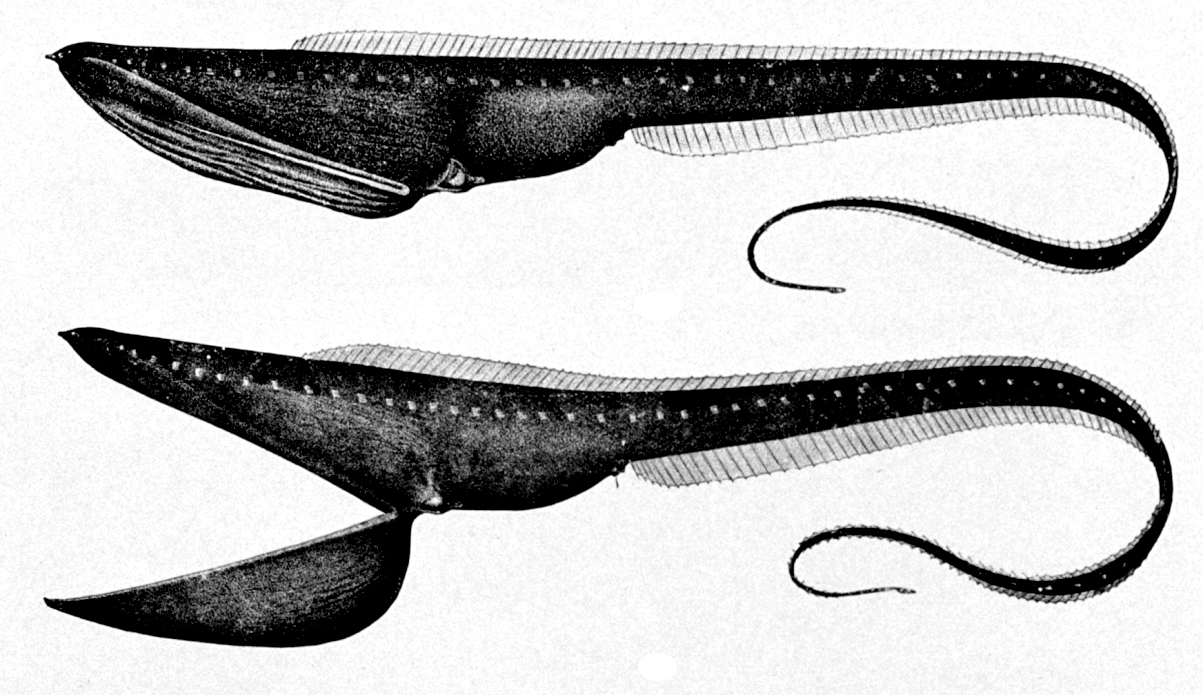
Гравюра из океанической ихтиологии под редакцией Джорджа Брауна Гуда и Тарлетона Хоффмана Бина (1896)

Впервые вид был описан французским зоологом Леоном Вайяном. Образец голотипа был пойман во время третьего океанографического путешествия судна Travailleur в 1882 году и представлен во французскую Академию наук в декабре 1882 года. В следующем году Теодор Гилл и Райдер описали ещё пять экземпляров, пойманных во время экспедиции на корабле «Альбатрос», классифицируя их как новый вид, названный в честь Бэрда Спенсера Фуллертона Gastrostomus bairdii (ныне младший синоним).
Название Eurypharynx pelecanoides рыба получила за характерный внешний вид: очень большая нижняя челюсть и удлинённое горло с кожистым мешком напоминает таковые у пеликанов и аналогично помогают рыбе ловить, заглатывать и удерживать добычу. Из-за угреобразного нитевидного тела рыба получила английское название Pelican eel — «пеликаний угорь».

## Описание
Длина тела по различным источникам варьируются от 60 до 180 см . Масса не более 1 кг .
Длина пасти составляет около 1/3 от общей длины тела (по другим данным более четверти), остальная часть — это тонкое угреобразное тело (на фоне огромной пасти, тело выглядит чрезвычайно малым), переходящее в хвостовую нить, на конце которой располагается фотофор. У живых рыб он светится розовым или красным. Высказывались различные версии того, как рыба использует светящийся орган. По мнению одних исследователей, фотофор служит для приманивания добычи. Другие считают, что он необходим большероту исключительно для привлечения полового партнера. Поскольку не было задокументировано никаких доказательств его использования рыбой, данные предположения являются гипотетическими.
Мозговой череп составляет всего 1/10 длины всего черепа. В челюстях множество мелких изогнутых зубов, расположенных в несколько рядов. Глаза маленькие, передняя и задняя ноздри находятся впереди глаз, близко друг к другу. Рыба лишена плавательного пузыря, жаберных крышек, чешуи, рёбер, хвостового и брюшных плавников. Грудные плавники развиты слабо, в отличие от спинного и анального, которые тянутся почти по всей длине угреобразного тела. На обеих сторонах спинного плавника имеется яркая линия или бороздка с неизвестной функцией. Многие кости черепа редуцированы, либо полностью исчезли. Так череп уменьшился до таких размеров, что стал придатком пасти (мозг рыбы весит всего 17,9—20 мг). На краю верхней челюсти, сразу за ноздрями, располагаются крохотные глаза, которые в реалиях тёмной зоны океана не играют в жизни рыбы существенной роли. И тем не менее рыбы способны различить свечение от других организмов и идентифицировать силуэты небольших организмов на фоне остаточного солнечного света, проникающего на глубину.
Ориентироваться на больших глубинах в условиях кромешного мрака и чрезмерного давления (для большерота это значение околеблется от 30 до нескольких сотен атмосфер) рыбе помогает боковая линия, которая состоит из серии выпуклых трубок вместо отверстий, как это характерно для других рыб.

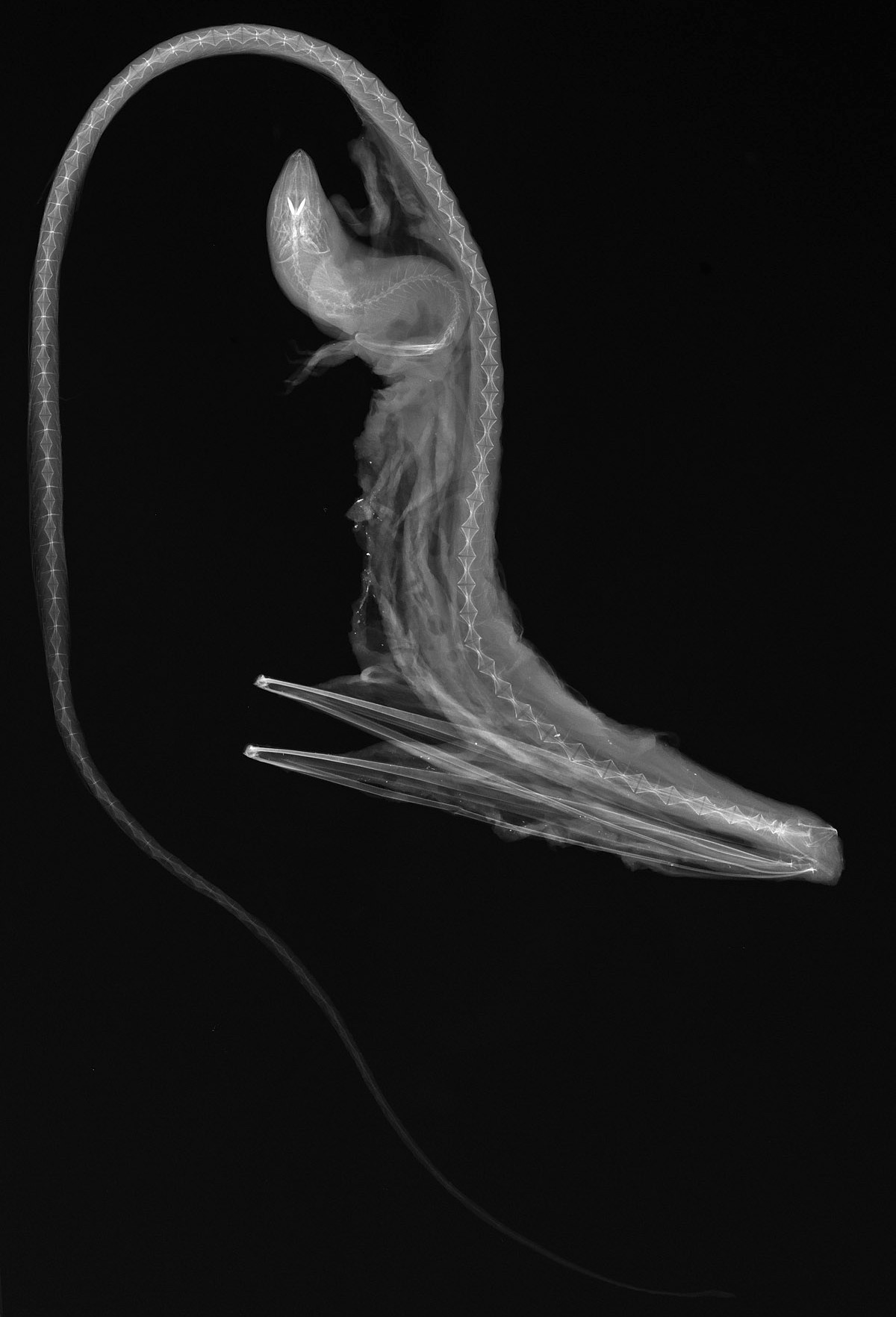
Рентгеновский снимок пеликановидного большерота

Характерной особенностью этой рыбы, что делает её узнаваемой среди других глубоководных видов, являются массивные челюсти с вместительной глоткой. Так, полость рта имеет большую ёмкость: у рыбы размером 35 см и объёмом тела около 9 см³, объём полости рта может достигать 100 см³. В верхней части рта от его края до устья пищевода проходит четкая полоса ткани, параллельная осевому скелету рыбы, а в задней части — в виде пальцевидных полос. Гистологически в этой ткани было продемонстрировано присутствие железистых клеток, заполненных ацидофильными белковыми гранулами. Было выдвинуто предположение о том, что эти клетки производят пищеварительные ферменты или токсические вещества, которые воздействуют на добычу, пойманную во рту, и, вероятно, остающуюся в нём в течение некоторого времени до глотания и пищеварения. Пища подвергается длительному перевариванию в желудке. Челюсти (в особенности нижняя) усажены рядом мелких острых изогнутых зубов, служащих для удержания мелкой рыбы.
В окраске тела преобладают преимущественно тёмные тона : от тёмно-серого до тёмно-коричневого, встречаются и однотонные чёрные особи. Такой окрас является маскировкой в океанических глубинах.
Окруженные круговыми мышцами маленькие жаберные отверстия расположены ближе к анальному отверстию, чем к концу рыла. Особенностью большерота является наличие пяти пар жаберных дуг с шестью висцеральными щелями, вместо типичных для костистых рыб — пяти.
Позвоночник окружен пространствами, заполненными лимфой. В позвоночнике 100—125 позвонков. Сердце удалено от черепа, на уровне около 18-го позвонка, располагается очень близко к брюшной поверхности тела. Толстый перикард, который является основной защитой сердца, просвечивает сквозь полупрозрачную кожу рыбы. Волокна перикарда тесно связаны со скелетом грудных плавников, что является ещё одной анатомической особенностью этого вида.

## Ареал
Распространены циркумглобально — в умеренных и тропических районах всех океанов. Встречаются от Исландии (65° с. ш.) до 48° ю. ш.. Обитают преимущественно на глубинах от 500 до 3000 м (по другим сведениям отдельные особи были замечены на глубине до 5000 м). Один канадско-арктический образец был обнаружен в проливе Дэвиса на глубине 1136—1154 метров, а также вдоль побережья Гренландии.
Раньше был описан как редкий вид, сейчас считается относительно распространённым.

## Биология
Физиология и образ жизни этих рыб плохо изучены из-за сложности проведения научных исследований на больших глубинах
Пеликановидный большерот является хищником. Исследование мускулатуры при глотании продемонстрировало преобладание белых поперечно-полосатых мышечных волокон над красными, что предполагает стратегию охоты из укрытия, а не активное преследование добычи. Вероятно, поймав добычу, рыба через жабры избавляется от воды и проглатывает её. Поскольку желудок не такой эластичный, как у других представителей отряда Saccopharyngiformes, то большерот, вероятно, питается относительно мелкими организмами. Считается, что, как и другие удлинённые глубоководные рыбы, данный вид занимает вертикальное положение и следит за силуэтами небольших организмов на фоне остаточного солнечного света, проникающего на эту глубину.
В рацион входят обитатели афотической зоны (батипелагиаль и абиссопелагиаль): пелагические рыбы, ракообразные, головоногие моллюски, зачастую планктон . В работе Nielsen, J.G. с соавторами содержание желудочно-кишечного тракта оценивалось у 760 экземпляров: у 85 % образцов желудки были пусты, животные были слишком сильно повреждены или переваренное содержимое невозможно было оценить. В желудках 87 особей были обнаружены моллюски, у 37 — рыбы, у 15 — головоногие, у 8 — оболочники.
Мускулатура рыбы развита слабо, именно поэтому для обеспечения своего организма энергией большероту хватает той малой доли добычи, что ему удается поймать.
Присутствует половой диморфизм . Дегенеративные изменения наблюдаются у самцов после полового созревания: обонятельные органы увеличиваются, зубы и челюсти уменьшаются. Считается, что размножение происходит всего один раз в течение жизни. Сперматогенез у самцов протекает синхронно. Гонады имеют лопастную структуру, полициклическими яичниками. Гонады увеличиваются при половом созревании в брюшной полости рыбы, угнетают желудок и кишечник, вызывая их атрофию, и после нереста рыба, скорее всего, погибает .
Мальки этих рыб внешне схожи с лептоцефалами угрей. Растут и развиваются у поверхности океана. Достигнув определённых размеров, мальки становятся похожими на взрослых особей и погружаются на глубину.
Тела этих рыб достаточно хрупкие и, как правило, при попадании в сети рыболовецких траулеров, сильно повреждаются — в первую очередь страдают длинные челюсти и хвост рыбы.

## Филогенетические связи
В 2003 году группа японских учёных из Токийского университета секвенировала митохондриальную ДНК (мтДНК) из образцов Eurypharynx pelicanoides и Saccopharynx lavenbergi, принадлежащим разным семействам подотряда мешкоротовидных. После сравнения последовательностей генов было установлено, что эти виды и семейства близкородственны и имеют общего предка среди других угреобразных.

## В культуре
Пеликановидный большерот, наряду с такими рыбами как удильщик и хаулиод, зачастую выступает в роли негласного символа морских глубин. Изображен на логотипе Monterey Bay Aquarium Research Institute.